# Аниш (коммуна)
Ани́ш (фр. Aniche) — коммуна во Франции, регион О-де-Франс, департамент Нор, центр одноименного кантона, в 14 км к востоку от Дуэ и в 37 км к югу от Лилля, в 3 км от автомагистрали А21 «Рокада Миньер».
Население (2017) — 10 244 человека.

## Достопримечательности
- Церковь Святого Мартина 1855—1859 годов в стиле неоготика
- Мотт и ферма Азанкур XII века
- Пирамида

## Экономика
C конца XVIII века до 30-х годов XX века Аниш был крупным центром добычи угля. На территории коммуны было открыто четырнадцать угольных шахт, одиннадцать из которых принадлежали Угольной компании Аниш (фр. Compagnie des mines d’Aniche) — второй по величине угледобывающей компании Франции. С середины XIX века Аниш был также крупнейшим во Франции центром производства оконного стекла, но с началом Второй мировой войны стекольные фабрики были закрыты и после её окончания уже не возобновили работу.
Структура занятости населения:
- сельское хозяйство — 2,1 %
- промышленность — 24,9 %
- строительство — 3,4 %
- торговля, транспорт и сфера услуг — 31,1 %
- государственные и муниципальные службы — 38,4 %

Уровень безработицы (2017) — 24,2 % (Франция в целом — 13,4 %, департамент Нор — 17,6 %). 

Среднегодовой доход на 1 человека, евро (2017) — 16 050 (Франция в целом — 21 110, департамент Нор — 19 490).

## Демография
Динамика численности населения, чел.

## Администрация
Администрацию Аниша с 2020 года возглавляет Ксавье Бартожек (Xavier Bartoszek). На муниципальных выборах 2020 года возглавляемый им левый список одержал победу во 2-м туре, получив 49,17 % голосов (из трех списков).

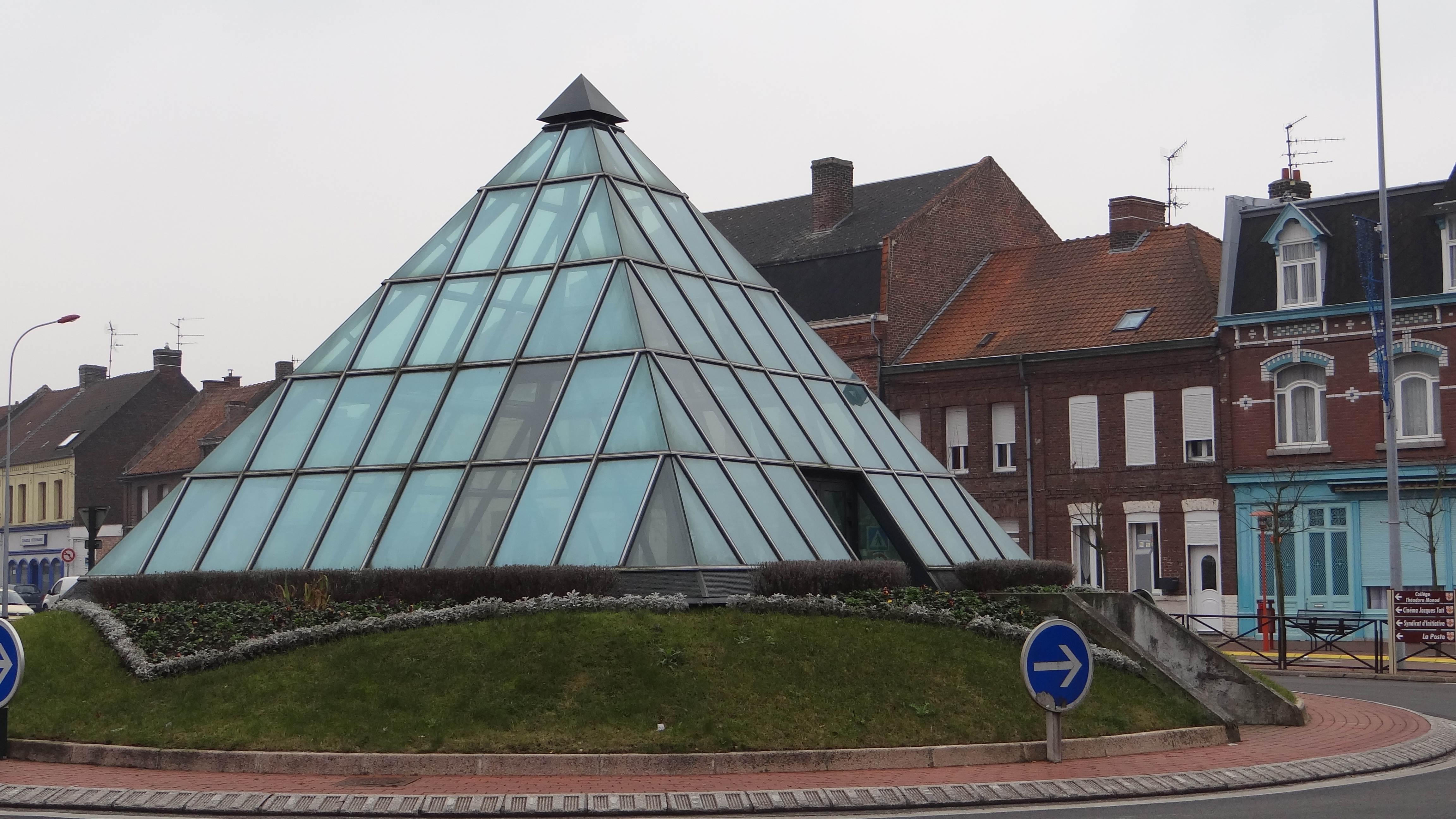
Пирамида в центре города

| Период | Период | Фамилия          | Партия                  | Примечания |
| ------ | ------ | ---------------- | ----------------------- | ---------- |
| 1971   | 1989   | Жан Кикемпуа     | Социалистическая партия |            |
| 1989   | 2014   | Мишель Мёрдесуаф | Коммунистическая партия |            |
| 2014   | 2020   | Марк Эме         | Разные правые           |            |
| 2020   |        | Ксавье Бартожек  | Разные левые            |            |

## Города-побратимы
- Бобинген, Германия
- Нови-Бор, Чехия